# Vuillafans
Vuillafans település Franciaországban, Doubs megyében. Lakosainak száma 681 fő (2022. január 1.). Vuillafans Durnes, Châteauvieux-les-Fossés, Échevannes, Lavans-Vuillafans, Lods, Longeville és Montgesoye községekkel határos.

## Népesség
A település népessége az elmúlt években az alábbi módon változott:
| Lakosok száma | 764  | 600  | 649  | 709  | 683  | 727  | 757  | 735  | 717  | 681  |
|               | 1968 | 1982 | 1990 | 2006 | 2013 | 2015 | 2017 | 2019 | 2020 | 2022 |